# Trox carinicollis
Trox carinicollis is een keversoort uit de familie beenderknagers (Trogidae). De wetenschappelijke naam van de soort is voor het eerst geldig gepubliceerd in 1986 door Scholtz.